# Castello giudiziario di Derby
Il castello giudiziario di Derby (in lingua francese, Château judiciaire de Derby), castello giudiziale o casaforte di Derby (fr. Maison forte de Derby), in epoca medievale era il centro giurisdizionale della signoria ecclesiastica di Derby, oggi frazione di La Salle, in Valle d'Aosta. Era solo uno degli edifici fortificati di Derby, l'unico edificio di un certo rilievo conservatosi insieme al palazzo notarile.

## Storia

Il Castello giudiziario di Derby in una foto d'epoca.

Costruito nel XIII secolo, il castello giudiziario in origine appartenne ai canonici di Aosta, ma non è certo se fosse sotto il controllo dei canonici di sant'Orso o dei canonici della cattedrale.

## Descrizione

La piantina del Castello giudiziario di Derby nel luglio del 1936 (Carlo Nigra).

Il castello si presenta con una struttura massiccia a pianta quadrata, di tre piani; è dotato dei resti di una cinta muraria (o un recinto) con torretta angolare a sezione circolare che presenta alcune feritoie: secondo Carlo Nigra, in origine le torrette sospese erano probabilmente due.
L'accesso, non rialzato se non di qualche scalino, è protetto da una caditoia. 
Un tempo, i vari piani erano raggiungibili solo tramite una scala alla cappuccina: la scala a chiocciola fu aggiunta successivamente.
Nei sotterranei, adibiti a prigione, venivano portati i rei in attesa di giudizio qui lasciati nel caso in cui fossero ritenuti colpevoli. Tra le cause di lite per le quali si poteva essere condotti in giudizio è citato il furto di legname.
Secondo la tradizione, una galleria sotterranea menerebbe dal castello giudiziario al palazzo notarile di Derby, sulla stessa strada.
Oggi la struttura si presenta trasformata in fattoria.